# Transferencia de embriones
La Transferencia de embriones o Transferencia embrionaria (TE) es una técnica de reproducción asistida que consiste en la transferencia de los embriones de una hembra donante al útero de una hembra receptora y que se emplea en los programas de mejora genética animal. Los embriones obtenidos de la hembra donante pueden transferirse directamente al tracto reproductor de una hembra receptora (transferencia "en fresco") o bien transferirse tras su criopreservación y posterior descongelación. La TE generalmente se realiza dentro de los programas MOET (ovulación múltiple y transferencia de embriones), que combinan el procedimiento de superestimulación ovárica, que se realiza antes de la recogida de embriones, con la técnica de TE.

## Importancia en producción animal
La TE es una técnica de gran utilidad en especies ganaderas puesto que favorece la mejora genética permitiendo la difusión de genes de interés de animales de gran valor genético en la población. Esto es especialmente importante en el caso de especies con un intervalo generacional (edad promedio de los progenitores cuando nacen las crías) largo y con una tasa reproductiva reducida (1 o 2 crías por parto). Presenta como ventajas:
- Aceleración del progreso genético de la población, tanto por la línea paterna como materna a diferencia de la inseminación artificial que solo favorece la difusión de los genes paternos.
- Acortamiento del intervalo generacional puesto que se pueden obtener varias crías de una hembra con caracteres de interés genético en el mismo año.
- Minimización de los riesgos sanitarios evitando el transporte de animales vivos para el intercambio del material genético.
- Posibilidad de inducir gestaciones gemelares en especies que gestan una sola cría.
- Adaptación de nuevos genotipos o líneas gracias al paso de inmunoglobulinas por el calostro de la madre receptora, lo que ayuda a  inmunizar al recién nacido de las enfermedades endémicas de la zona.
- Conservación de especies o razas en peligro de extinción, porque combinada con la técnica de criopreservación y/o de producción in vitro de embriones permite obtener embriones de las hembras y transferirlos en el momento más oportuno.
- Permite obtener descendencia de hembras infértiles de gran interés económico, como puede ocurrir en la yegua.

Finalmente, hay que considerar que es una importante herramienta  para la realización de otras técnicas reproducción asistida como la clonación,etc.

## Programas de ovulación múltiple y transferencia de embriones (MOET)
Cuando se realiza la TE en programas genéticos se lleva a cabo un programa de ovulación múltiple y transferencia de embriones que se conoce como programas MOET. Para obtener un mayor número de embriones que los que se obtendrían con la ovulación fisiológica, es necesario realizar una estimulación ovárica en las hembras donantes para tener una ovulación múltiple. Primeramente hay que realizar una sincronización del ciclo estral de donantes y receptoras y la inducción de la superovulación en la donante. Posteriormente, las hembras donantes se inseminan y los embriones se desarrollan en el útero hasta que se procede a su recolección en el estadio de mórula o blastocisto mediante un lavado uterino. La obtención de los embriones es posible porque se encuentran libres en el tracto reproductor de la hembra donante hasta el momento de la implantación. Por ejemplo, en la vaca se realiza el lavado del tracto uterino en el día 6 o 7.

## Transferencia de embriones producidos in vitro
También se puede realizar la TE con embriones producidos in vitro a partir de oocitos obtenidos por punción transvaginal guiada por ecografía (Ovum Pick-Up, OPU) de hembras donantes vivas de gran valor genético. Estos oocitos son posteriormente fecundados in vitro (FIV)  y se cultivan hasta el estadio en el que se transfieran a hembras receptoras. La ventaja de utilizar las técnicas de OPU-FIV es que se pueden obtener oocitos de hembras jóvenes así como de hembras con problemas de fertilidad, que tengan afectado el tracto reproductivo o que no muestren respuesta a los tratamientos de superovulación.

## Elección de hembras donantes y receptoras
En el caso del programa MOET, al ser una técnica con alto coste económico, se suelen seleccionar como donantes animales de elevado valor genético para caracteres de producción o que presenten alguna característica de interés. Las hembras seleccionadas deben tener un estado de salud adecuado y tener un tracto reproductor normal, siendo importante que tengan un buen historial reproductivo. Además tanto la donante como la receptora, no deben ser demasiado jóvenes ni demasiado viejas. Los factores más importantes en las receptoras son: que tengan comportamiento maternal, una buena producción lechera y estar bien adaptadas al medio en el que viven.

## Tratamientos de sincronización de ciclo y superovulación
Para realizar ambos tratamientos se emplean habitualmente hormonas y se tiene en cuenta las características fisiológicas del ciclo estral. Primero se debe realizar la sincronización del ciclo estral en las hembras donantes para que todas estén en el mismo momento del ciclo y puedan empezar el tratamiento de superovulación a la vez. La sincronización se puede realizar con gonadotropinas sintéticas como la hormona liberadora de gonadotropina (GnRH) y la gonadotropina coriónica equina (eCG) y con progestágenos, que pueden administrarse con dispositivos intravaginales. Estos progestágenos simulan la acción de la progesterona, simulando la fase lútea lo que evita que se produzca una nueva ovulación, o bien mediante inyección con prostaglandina F2α o sus análogos, cuya función es provocar la ruptura del cuerpo lúteo, es decir la luteólisis, haciendo que finalice ese ciclo y pueda empezarse otro. La superovulación se va iniciar mediante el uso de hormonas como la hormona folículoestimulante (FSH) y la gonadotropina sérica de yegua gestante (eCG/PMSG) aunque existen muchos protocolos de sincronización del ciclo y superestimulación ovárica. La administración de hormonas permite tener un mayor control sobre el desarrollo folicular y la ovulación, lo que permite realizar la inseminación artificial a tiempo fijo, que facilita el manejo del ganado.
En el tratamiento MOET se utiliza una técnica de superovulación para aumentar el número de embriones que se obtiene por hembra. Esto es importante porque algunas especies son monotocas, es decir, solo ovulan un ovocito en cada ciclo. Este sería el caso de la vaca o la yegua. Estos tratamientos tratan de evitar que se desarrolle un folículo dominante y que se produzca una nueva onda folicular. El efecto de la FSH es estimular un gran número de folículos que puedan ovular y fecundarse para dar lugar a un gran número de embriones. A pesar de la estimulación, también hay que considerar que en los resultados del proceso intervienen también factores exógenos y endógenos que condicionan los resultados de la superovulación, por lo que el número de embriones producidos por cada hembra donante es variable. Estos son algunos ejemplos de esos factores:
- Variabilidad individual: es posible que haya hembras que no respondan a los tratamientos para inducir la ovulación o produzcan embriones de mala calidad, no aptos para la transferencia.[16]
- Raza: hay razas que son más prolíficas y que responden mejor a los tratamientos de ovulación múltiple, además de producir más embriones transferibles y crías nacidas.[17]
- La estación sexual y fase del ciclo: en las hembras que presentan reproducción estacional, el resultado de la ovulación múltiple se ve afectado por la estación sexual, en la que se encuentran. Es superior cuando se realiza en la estación reproductiva e inferior en el período de anestro.[18] En las hembras bovinas, el mejor momento para hacer la superovulación es en la mitad de la fase lútea (día 9-13 del ciclo estral).
- Estado folicular: en los rumiantes la presencia de un folículo dominante de gran tamaño cuando se induce la superovulación influirá negativamente en la respuesta al tratamiento.
- Alimentación y estado de salud: si la alimentación no favorece un correcto estado nutricional de la hembra, puede afectar su respuesta al tratamiento y producir luteólisis prematuras.[17][19] La presencia de patologías también podría afectar negativamente a los resultados.
- Semen/inseminación: la calidad del semen y el momento de la inseminación también puede influir en los resultados.

La hembra receptora debe estar sincronizada con la donante, pues si se presenta una asincronía del estro con respecto a la donante de 24h o más esto podría influir negativamente en la tasa de gestación. Se puede administrar un análogo de la GnRH para inducir la ovulación en la hembra receptora y así asegurar la sincronización temporal. Además, el número previo de partos de la receptora y su edad también influir en los resultados de la transferencia de embriones.
Para conocer el estatus folicular de la hembra donante antes del tratamiento de superovulación se pueden usar marcadores en suero como la cantidad de inhibina A o de hormona antimülleriana (AMH).

## Recogida y selección de embriones
Para obtener los embriones se debe realizar un lavado del tracto reproductor, generalmente del útero, pues los embriones que se suelen recoger están en los estadios de mórula y blastocisto. Si se desea recoger embriones en un estadio previo a la compactación es posible realizar un lavado del oviducto. La solución de lavado debe ser estéril, con un pH fisiológico, libre de sustancias embriotóxicas y estar atemperado, para que favorezca la supervivencia de los embriones.
Para la recogida de embriones se pueden emplear distintas técnicas, no quirúrgicas y quirúrgicas dependiendo principalmente del tamaño de la especie. Las técnicas no quirúrgicas se llevan a cabo en grandes especies, como la vaca y la yegua, en las que se realiza un lavado uterino transcervical con anestesia epidural, aunque también es posible realizarlo en ovejas y cabras usando un catéter Foley de 3 vías. En los animales de pequeño tamaño como los ratones y conejos se realizan lavados post mortem.
La técnica quirúrgica se realiza mediante laparotomía o laparoscopia y se lleva a cabo principalmente en los pequeños rumiantes, en la cerda o en la coneja dado su tamaño intermedio.
El medio obtenido del lavado del tracto reproductor se vacía sobre una placa Petri para buscar los embriones usando un microscopio estereoscópico que tiene incorporada una pletina térmica, para finalmente pasar los embriones a placas más pequeñas donde se lavarán con medio de lavado atemperado a 37 °C. Existe la posibilidad de que no se hayan recuperado todos los embriones y para evitar gestaciones indeseadas en la donante, se administra prostaglandina F2α para evitar que la donante quede gestante.
Los embriones se seleccionan siguiendo criterios morfológicos, aunque esta valoración no esta correlacionada completamente con la calidad del embrión. Se deberá tener en cuenta la presencia de zona pelúcida, la forma más o menos regular del embrión, el tamaño de los blastómeros, la asincronía entre la edad del embrión y el momento de la recogida, etc. Sin embargo, se puede observar que hay una relación con sus características morfológicas y la tasa gestación y la supervivencia después de la criopreservación. Según la Sociedad Internacional de Transferencia de Embriones (IETS) los embriones pueden clasificarse en cuatro grados (Grado 1 o excelente, Grado 2 o bueno, Grado 3 o regular y Grado 4 o malos). Estos criterios son subjetivos y las valoraciones pueden variar entre distintos técnicos. 
Es posible también hacer una selección del sexo del embrión, mediante una biopsia, en la que se toma una célula del embrión, con la cual se realiza una PCR, para detectar la presencia del cromosoma Y. Si está presente, el embrión dará lugar a un macho. Sin embargo, está técnica tiene un alto coste por su especialización, disminuye la supervivencia del embrión y rompe su zona pelúcida, siendo esto último lo que lo haría inviable para la exportación. Otra opción, para obtener animales del sexo deseado, sería la utilización de semen sexado, es decir, se hace una selección de los espermatozoides que presentan el cromosoma sexual X o el Y. Sin embargo con esta técnica se obtiene peores resultados con menores tasas de gestación, posiblemente por la menor concentración de espermatozoides en las muestras seminales sexadas o por el posible daño en los espermatozoides durante el proceso.

## Técnica de transferencia de embriones

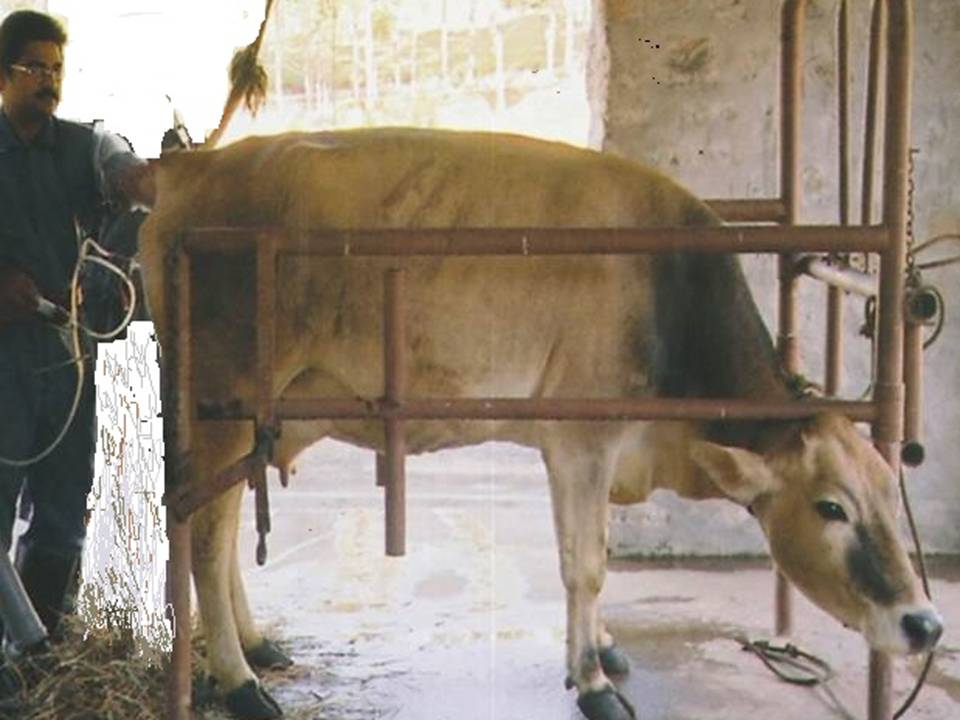
Transferencia de embriones en bovino.

Para la transferencia los embriones se introducen generalmente en pajuelas de inseminación en un número acorde al número de crías que gesta la especie. Por ejemplo, se transfiere 1 o 2 embriones en una vaca mientras que en una cerda se pueden transferir entre 15 y 30 embriones dependiendo de la técnica. La transferencia se podrá realizar también de manera quirúrgica y no quirúrgica fundamentalmente debido al tamaño de la especie, y dependiendo del estadio embrionario se colocarán en los cuernos uterinos o en el oviducto. Si se realiza quirúrgicamente se hará mediante laparotomía o semi-laparoscopía.
El éxito de la transferencia depende del estado hormonal de la receptora, el número de embriones que se han transferido, la raza y edad de la receptora, y si ha habido un manejo correcto de los animales, teniendo en cuenta la alimentación y estrés al que estén sometidos. El éxito también puede estar relacionado con cómo se ha realizado la técnica de transferencia, teniendo en cuenta el lugar donde se depositaron los embriones, la destreza de técnico, su duración y las condiciones de esterilidad. Los procedimientos de conservación de embriones también interfieren en el resultado final, siendo importante que desde el momento de la recogida hasta su congelación no trascurra demasiado tiempo.

## Importancia por especies
En el ganado vacuno se ha observado una mejora en la producción bovina mundial gracias a esta técnica, la cual está ampliamente extendida y desarrollada. En pequeños rumiantes, como la oveja y la cabra, el alto coste de las técnicas y la necesidad de procedimientos quirúrgicos ha hecho que sea más difícil y menos extendido su uso.
En el ganado porcino la TE tiene importancia principalmente para la realización de investigación (clonación o transgénesis) al igual que en los ratones y los conejos. Además, en estas especies se pueden conservar embriones de líneas modificadas genéticamente y para realizar intercambios entre centros de investigación disminuyendo los riesgos para los animales que forman las colonias receptoras. En los equinos esta técnica es especialmente valiosa, pues permite obtener potros de yeguas que estén compitiendo o que tengan gran valor y presenten problemas de fertilidad.